# ان‌جی‌سی ۳۹۸۲
ان‌جی‌سی ۳۹۸۲(به انگلیسی: NGC 3982) یک کهکشان مارپیچی متوسط با فاصله‌ای حدوداً ۶۸ میلیون سال نوری در صورت فلکی خرس بزرگ است. و توسط ویلیام هرشل و در ۱۴ آوریل ۱۷۸۹ کشف شد.
یک ابرنواختر با نام اس‌ان ۱۹۹۸ای‌کیو در این کهکشان دیده شده‌است.